# Alstom Prima

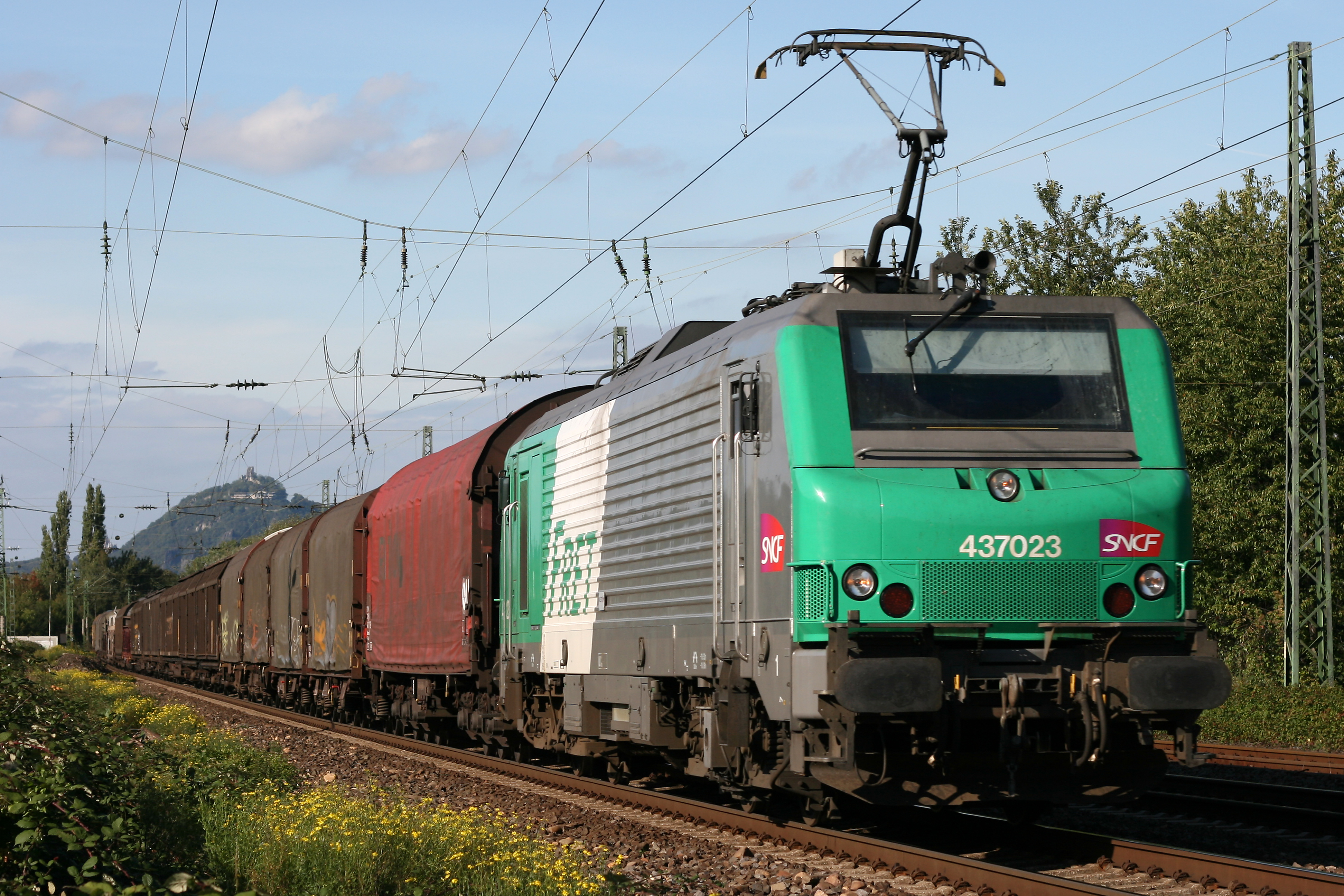
SNCF BB 37000 sorozat - a Prima mozdonycsalád egyik tagja

Az Alstom Prima egy mozdonycsalád, melyet a francia Alstom cég gyárt az 1990-es évektől napjainkig.

## A mozdonycsaládba tartozó mozdonyok

### Első generáció
- Villamosmozdonyok
  - SNCF BB 27000 sorozat (2002–2006, 180 példány)
  - SNCF BB 27300 sorozat (2004–2009, 67 példány)
  - SNCF BB 37000 sorozat (2004–2006, 60 példány)
  - SNCF BB 47000 (2003, 1 példány)
  - China Railways HXD2 (180 példány)
  - China Railways HXD2.1 (280 példány)
  - China Railways HXD2.6 (40 példány)
  - China Railways HXD2.7 (50 példány)
  - China Railways HXD2B (500 példány)
  - China Railways HXD2C (220 példány)
  - China Railways HXD2F (2014, 2 példány)
  - China Railways HXD2G (2015, 2 példány)
  - BCG-1 sorozat (2011, 12 példány)
- Dízelmozdonyok
  - IR JT 42BW sorozat (1996–2006, 48 példány)
  - IR JT 42CW sorozat (1996, 8 példány)
  - SLR M9 sorozat (1997–2000, 10 példány)
  - CFS LDE3200 sorozat (1999, 30 példány)
  - British Rail 67 sorozat (1999–2000, 30 példány)
  - RAI AD43C sorozat (2000–2009, 100 példány)
  - Alstom PL42AC (2003–2006, 33 példány)
  - RENFE 333.3 sorozat (2000–2005, 92 példány)
  - RENFE 333.4 sorozat (2003–2004, 8 példány átalakított 333.3)
  - RENFE 334 sorozat (2006–2008, 28 példány)
  - SNCF BB 75000 sorozat (2006–2012, 99 példány)
  - SNCF BB 75100 sorozat (2006–2012, 33 példány)
  - SNCF BB 75400 sorozat (2006–2012, 68 példány)

### Második generáció
- Villamosmozdonyok
  - ONCFM E 1400 sorozat (2009, 2018, 50 példány)
  - RZSD EP20 (2011–2021, 80 példány)
  - KTZ KZ8A sorozat (2012–napjainkig, 105 példány)
  - Indian Railways WAG-12 sorozat (2017–napjainkig, 390 példány)
  - ADY AZ4A sorozat (2017–2019, 10 példány)
- Villamos-dízelmozdonyok
  - Alstom Prima H3 (2014–2022, 47 példány)
  - Alstom Prima H4 (2018–napjainkig, 52 példány)

## Üzemeltetők
- Acciona Rail Services (Spanyol)
- China Railways
- Continental Rail (Spanyol; a Grupo ACS része)
- EWS (Egyesült Királyság)
- Irán Iszlám Köztársaság Vasutak
- Israel Railways
- New Jersey Transit (USA)
- RENFE
- SNCF és STIF (Franciaország)
- The Sri Lanka Railway
- Chemins de Fer Syriens